# Aqueduto de Santa Clara (Vila do Conde)

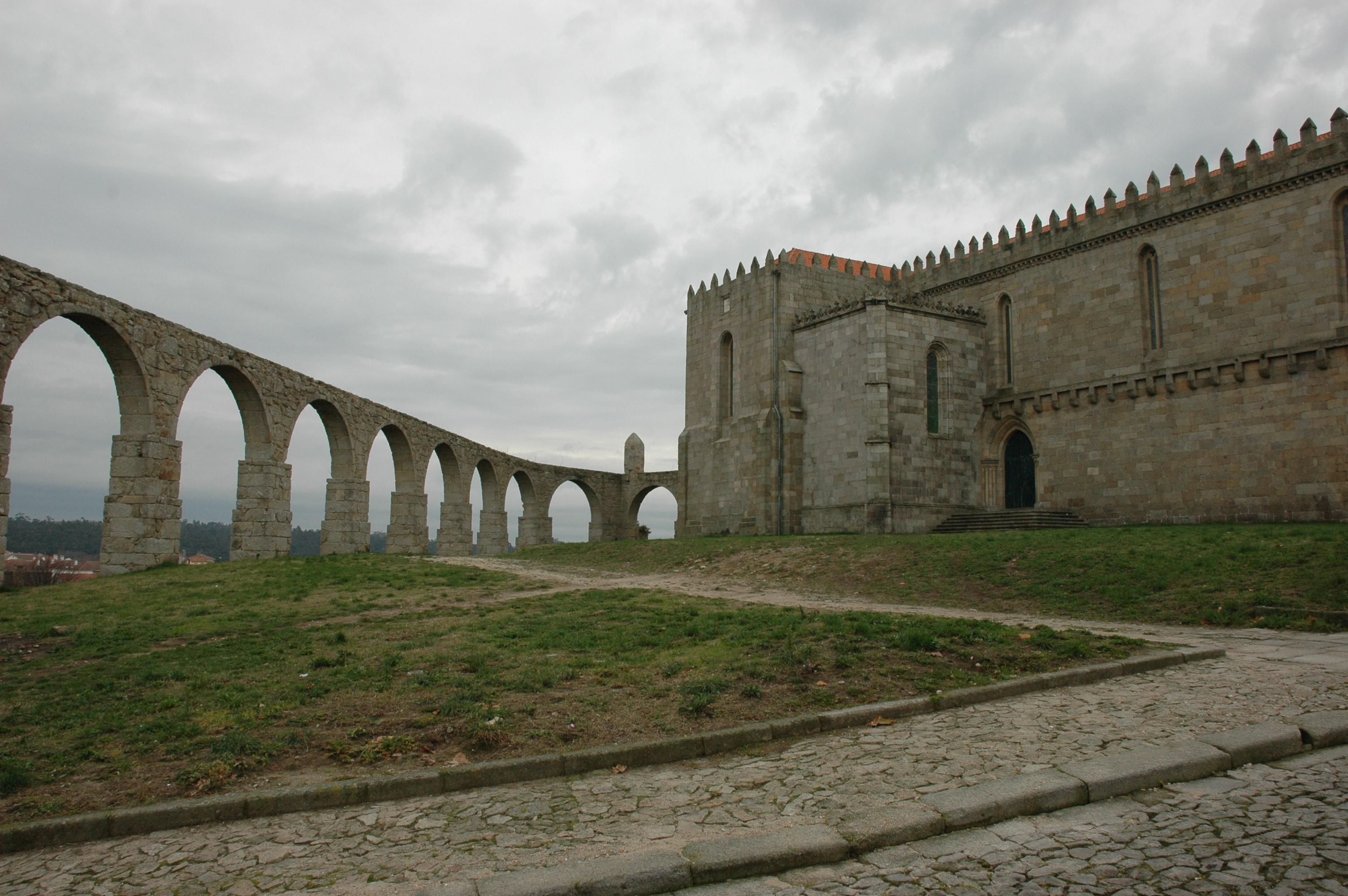
Aqueduto de Santa Clara, Vila do Conde: aspecto do troço junto ao Mosteiro de Santa Clara.

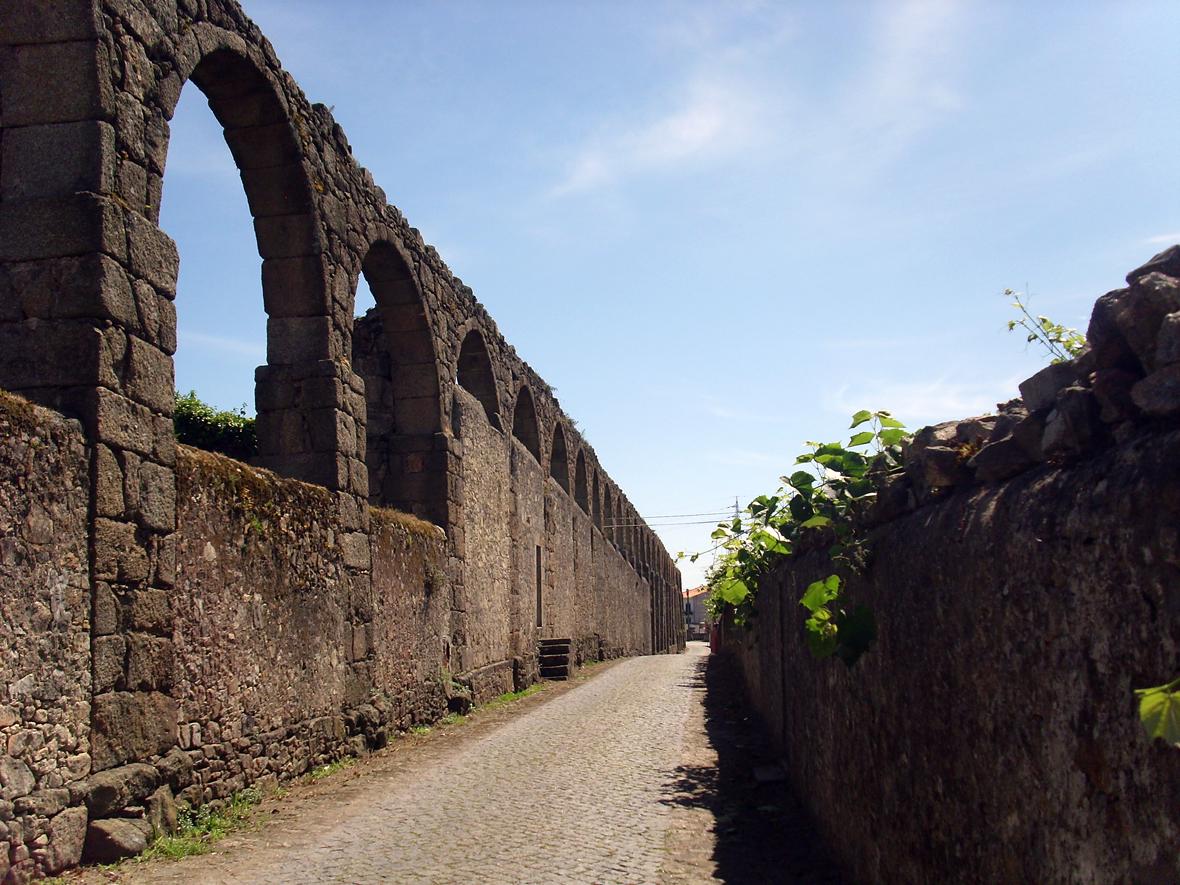
Aqueduto de Santa Clara, Póvoa de Varzim: aspecto do troço em Argivai.

O Aqueduto de Santa Clara estende-se entre Terroso, na Póvoa de Varzim, e o Convento de Santa Clara em Vila do Conde, no distrito do Porto, em Portugal.

## História
Foi erguido no século XVIII, entre os anos de 1705 e 1714, por iniciativa da Abadessa D. Bárbara Micaela de Ataíde.
Encontra-se classificado como Monumento Nacional desde 1910. A versão espanhola da revista National Geographic, publicada em 2 de abril de 2015, considerou o aqueduto de Santa Clara o 3.º mais belo aqueduto do mundo, numa classificação liderada pelo Aqueduto de Pont du Gard, em França.

## Características
Trata-se de um aqueduto em estilo românico, em aparelho de pedra. Primitivamente possuía 999 arcos, alguns dos quais, nos dias de hoje, se encontram destruídos. É considerado o aqueduto com maior número de arcos do mundo.